# Saut à la perche féminin aux championnats du monde d'athlétisme en salle 2022
Pour un article plus général, voir championnats du monde d'athlétisme en salle 2022.
Navigation
2018 2024
L'épreuve de saut à la perche féminin des championnats du monde en salle de 2022 se déroule le 19 mars de cette même année dans la Štark Arena de Belgrade (Serbie), sous la forme d'une finale directe, après l'annulation de l'édition biennale de 2020 pour cause de pandémie de covid19.
L'Américaine Sandi Morris parvient à y conserver sa 1re place décrochée quatre années plus tôt (photo), après avoir été médaillée d'argent outdoor en 2019, tout cela  avant la covid.
Vingt-trois jours après le début de la tentative d'invasion russe généralisée de l'Ukraine, une athlète ukrainienne parvient à se hisser à la 4è place du classement.

## Légende du tableau suivant
- m : mètres

Records et Performances
- AR : Record continental (area record)
- CR : Record des championnats (championship record)
- MR : Record du meeting (meet record)
- NR : Record national (national record)
- OR : Record olympique (olympic record)
- PR : Record paralympique (paralympic record)
- PB : Record personnel (personal best)
- SB : Meilleure performance personnelle de la saison (season's best)
- WL : Meilleure performance mondiale de l'année (world leader)
- WJR : Record du monde junior (world junior record)
- WR : Record du monde (world record)

Circonstances et Conditions
- DNF : N'a pas terminé (did not finish)
- DNS : N'a pas pris le départ (did not start)
- DQ : Disqualification (disqualification)
- NM : Aucun essai valable enregistré (No Mark)
- Q : Qualifié « directement » au prochain tour (ou à la prochaine compétition), lors d'une compétition majeure, grâce au classement ou à la réalisation des minima (automatic qualifier)
- q : Qualifié au prochain tour (ou à la prochaine compétition), lors d'une compétition majeure, grâce au repêchage ou à la réalisation de l'une des meilleures performances parmi celles des « non qualifiés directement » (grâce au meilleur temps ou à la meilleure distance par exemple) (secondary qualifier)

## Résultats

### Finale
| Rang               | Athlète                                                       | Pays             | 4.30m | 4.45m | 4.60m | 4.70m | 4.75m | 4.80m | 4.90m | Marque | Notes |
| ------------------ | ------------------------------------------------------------- | ---------------- | ----- | ----- | ----- | ----- | ----- | ----- | ----- | ------ | ----- |
| Médaille d'or      | Sandi Morris                                                  | États-Unis       | –     | o     | xo    | o     | o     | xxo   | xxx   | 4.80 m | SB    |
| Médaille d'argent  | Katie Nageotte                                                | États-Unis       | –     | o     | o     | o     | o     | xxx   |       | 4.75 m |       |
| Médaille de bronze | Tina Šutej                                                    | Slovénie         | –     | o     | xo    | xxo   | o     | xxx   |       | 4.75 m |       |
| 4                  | Yana Hladiychuk (en) (Гладійчук Яна Віталіївна, en ukrainien) | Ukraine          | o     | xo    | o     | xxx   |       |       |       | 4.60 m | SB    |
| 4                  | Angelica Moser                                                | Suisse           | –     | xo    | o     | xxx   |       |       |       | 4.60 m |       |
| 6                  | Olivia McTaggart (en)                                         | Nouvelle-Zélande | o     | o     | xxo   | xxx   |       |       |       | 4.60 m |       |
| 7                  | Xu Huiqin                                                     | Chine            | o     | o     | xxx   |       |       |       |       | 4.45 m |       |
| 8                  | Elisa Molinarolo (it)                                         | Italie           | xxo   | o     | xxx   |       |       |       |       | 4.45 m |       |
| 9                  | Amálie Švábíková                                              | Tchéquie         | o     | xo    | xxx   |       |       |       |       | 4.45 m |       |
| 10                 | Margot Chevrier                                               | France           | xo    | xo    | xxx   |       |       |       |       | 4.45 m |       |
| 11                 | Roberta Bruni                                                 | Italie           | o     | xxx   |       |       |       |       |       | 4.30 m |       |